# ملعب ريناتو دالارا
ملعب ريناتو دالارا (بالإيطالية: Stadio Renato Dall'Ara)‏ ملعب متعدد الاستخدامات لعدة رياضات يقع في مدينة بولونيا الإيطالية . يعتبر الملعب الرئيسي لمباريات نادي بولونيا . تم افتتاحه في 1927 ويتسع لحضور 38279 متفرج .